# Philodromus anomalus
Philodromus anomalus là một loài nhện trong họ Philodromidae.
Loài này thuộc chi Philodromus. Philodromus anomalus được Willis J. Gertsch miêu tả năm 1934.